# ملكن (سردشت)
ملکن (بالفارسية: ملکن) هي قرية تقع في إيران في قسم سردشت الريفي. يقدر عدد سكانها بـ 685 نسمة بحسب إحصاء 2016.